# Scaphinotus cavicollis
Scaphinotus cavicollis är en skalbaggsart som beskrevs av Leconte 1859. Scaphinotus cavicollis ingår i släktet Scaphinotus och familjen jordlöpare. Inga underarter finns listade i Catalogue of Life.